# منتخب لاتفيا تحت 18 سنة لهوكي الجليد للرجال
منتخب لاتفيا تحت 18 سنة لهوكي الجليد للرجال هو ممثل لاتفيا الرسمي في المنافسات الدولية في هوكي الجليد في فئة تحت 18 سنة للرجال.